# Barvni model RGB
Tipični RGB barvni izbirnik. Vsak drsnik sega od 0 do 255.
RGB je kratica, ki prihaja iz angleščine in pomeni »red«, »green« in »blue«, ki so tudi osnovne barve modela. Vsaka od teh barv se lahko pojavi v 256 odtenkih, kar skupno znaša 16.777.216 barv (256³).
Barve RGB se pogosto zapisujejo v šestnajstiških trojčkih (predvsem spletne barve v HTML in CSS). Trojček vsebuje tri šestnajstiške vrednosti, ki ponazarjajo količino osnovne barve. Tako FF0000 ponazarja rdečo barvo.

## 24-bitne barve
V digitalni obliki lahko definiramo barvo s številom med 0 in 255, s kombinacijo teh treh števil pa kombinacijo treh osnovnih barv. Na primer:
- (0, 0, 0) je črna
- (255, 255, 255) je bela
- (255, 0, 0) je rdeča
- (0, 255, 0) je zelena
- (0, 0, 255) je modra
- (255, 255, 0) je rumena
- (0, 255, 255) je sinja
- (255, 0, 255) je magenta